# Uba Kembo Kembo
Uba Kembo Kembo lub Jean Kembo uba Kembo (ur. 27 grudnia 1947, zm. 26 marca 2007 w Kinszasie) – kongijski piłkarz występujący na pozycji pomocnika. Uczestnik Mistrzostw Świata 1974.

## Kariera klubowa
Podczas MŚ 1974 reprezentował barwy klubu AS Vita Club. W 1973 Kembo triumfował w Afrykańskiej Lidze Mistrzów.

## Kariera reprezentacyjna
Razem z reprezentacją Zairu uczestniczył w Mistrzostwach Świata 1974. Wystąpił tam we wszystkich trzech meczach z reprezentacją Szkocji, reprezentacją Jugosławii i reprezentacją Brazylii.
Wcześniej dwukrotnie sięgnął z reprezentacją po Puchar Narodów Afryki w 1968 (grał w finale) i w 1974 (był rezerwowym). Grał też w Pucharze Narodów Afryki 1976.